# Hemiceras subdigna
Hemiceras subdigna är en fjärilsart som beskrevs av Dyar 1908. Hemiceras subdigna ingår i släktet Hemiceras och familjen tandspinnare. Inga underarter finns listade i Catalogue of Life.